# Maart 2003
Dit artikel geeft een chronologisch overzicht van alle belangrijke gebeurtenissen per dag in de maand maart van het jaar 2003.

## Gebeurtenissen

### 1 maart
- Nederland - Op verschillende pluimveebedrijven in Barneveld en elders in de Gelderse Vallei is een uitbraak van de vogelpest vastgesteld.
- Turkije - In een stemming in het parlement wordt de noodzakelijke meerderheid om de Verenigde Staten toe te staan soldaten in Turkije te stationeren voor een eventuele aanval op Irak, niet gehaald.
- Pakistan - Khalid Sjeik Mohammed, een vertrouweling van Osama bin Laden in Al Qaida, verdacht de organisator te zijn van de terreuraanslagen van 11 september 2001, wordt gevangengenomen.
- Irak - Irak begint vernietiging van de Al-Samoud 2-raketten.

### 2 maart
- Algerije - Jacques Chirac begint een driedaags bezoek aan Algerije. Het is het eerste bezoek van een Franse president aan het land op het hoogste protocollaire niveau sinds de onafhankelijkheid van Algerije in 1962.

### 5 maart
- Israël - Bij een zelfmoordaanslag tegen een bus in Haifa vallen 16 doden, inclusief de dader.
- VN - Hans Blix vraagt meer tijd voor de wapeninspecties in Irak. Frankrijk, Rusland en Duitsland geven aan niet in te stemmen met een Amerikaans-Brits-Spaanse ontwerpresolutie die gewapende actie tegen Irak moet mogelijk maken.

### 7 maart
- Servië en Montenegro - Svetozar Marović wordt gekozen tot de eerste president van de statenbond gevormd door de overblijvende staten van het voormalige Joegoslavië.
- VN - Hans Blix, leider van de wapeninspecties, meldt dat Irak zich meer hulpvaardig opstelt ten opzichte van de inspecteurs.
- VN - De Verenigde Staten, het Verenigd Koninkrijk en Spanje ontwerpen een nieuwe resolutie die Irak de uiterste datum van 17 maart voor samenwerking moet geven; Frankrijk geeft aan tegen te zullen stemmen.
- Bij een Israëlische militaire actie tegen een Palestijns vluchtelingenkamp, op zoek naar een Hamas-leider, breken gevechten uit en komen 11 Palestijnen om.

### 8 maart
- Malta - Bij een referendum stemt een meerderheid van de Maltezen voor toetreding tot de Europese Unie.
- VN - De VN-wapeninspecteurs Hans Blix en Mohammed ElBaradei stellen opnieuw een rapport over Irak voor. De VN-Veiligheidsraad is verdeeld.

### 10 maart
- Palestijnse Autoriteit - De post van premier van de Palestijnse Autoriteit wordt ingesteld.

### 11 maart
- Nederland - De Provinciale Statenverkiezingen brengen geen verrassende uitslag. CDA en PvdA hebben na mei een meerderheid in de Eerste Kamer zowel als de Tweede Kamer.
- België - De Antwerpse stadssecretaris Fred Nolf, zijn adjunct en de stadssecretaris nemen ontslag nadat zij overheidsgeld zouden gebruikt hebben voor privé-uitgaven.
- Nederland - Met de beëdiging van de eerste 18 rechters begint het Internationaal Strafhof in Den Haag zijn werk.
- Frankrijk - In de tweede etappe van de wielerwedstrijd Parijs-Nice loopt Andrei Kivilev bij een valpartij ernstig hoofdletsel op, waaraan hij de volgende dag sterft. Naar aanleiding van dit ongeval voert de wielerunie UCI een helmplicht in.

### 12 maart
- Servië en Montenegro - De Servische premier Zoran Đinđić wordt in Belgrado doodgeschoten.
- Wereld - De wereldgezondheidsorganisatie Wereldgezondheidsorganisatie geeft een wereldwijde waarschuwing af voor een nieuwe, ernstige vorm van longontsteking, die in China, Hongkong en Vietnam is uitgebroken en zich razendsnel verspreidt. Diverse overheden en autoriteiten nemen maatregelen om verdere verspreiding te voorkomen.

### 13 maart
- België - In Antwerpen neemt het voltallige schepencollege en burgemeester Leona Detiège ontslag nadat bleek dat meerdere schepenen met een VISA-kaart van de stad persoonlijke aankopen hadden gedaan.

### 14 maart
- Nederland - De Westerscheldetunnel wordt geopend.
- Turkije - Recep Tayyip Erdoğan wordt gekozen tot nieuwe premier van Turkije.

### 15 maart
- De wereldgezondheidsorganisatie WHO maakt de naam van de nieuwe, zich snel verspreidende longziekte SARS (Severe Acute Respiratory Syndrome) wereldkundig en kondigt een reisadvies aan.
- Honderdduizenden betogen wereldwijd tegen een eventuele oorlog in Irak.

### 16 maart
- Profbokser Nordin Ben Salah lijdt in Rotterdam een gevoelige nederlaag tegen de Argentijn Francesco Mora. In de twaalfde en laatste ronde beëindigt de scheidsrechter het duel, nadat Fighting Nordin al twee keer door zijn tegenstander tegen de grond is geslagen. Voor de bokser van Marokkaanse afkomst uit Purmerend is het zijn tweede nederlaag in 38 partijen.

### 17 maart
- De VS, Groot-Brittannië en Spanje besluiten tot een kort (48 uur) ultimatum aan Irak, om daarna het land aan te vallen. Een voorstel aan de veiligheidsraad wordt ingetrokken, omdat het niet de vereiste meerderheid van 9 stemmen zal behalen, en Frankrijk en Rusland hebben aangekondigd hun veto uit te spreken.
- België - Patrick Janssens neemt ontslag als voorzitter van de sp.a om zich kandidaat te kunnen stellen als burgemeester voor Antwerpen. Als gevolg doorvan neemt Steve Stevaert ontslag als Vlaams minister om voorzitter te kunnen worden van de sp.a.

### 18 maart
- De VS en Groot-Brittannië stellen Irak een ultimatum: Binnen 48 uur moet aan een aantal eisen voldaan zijn, anders komt er oorlog. Het is van aanvang af duidelijk dat Irak niet bereid zal zijn aan de eisen, waaronder de belangrijkste is dat de Iraakse dictator Saddam Hoessein het land verlaat en in ballingschap gaat, te voldoen.
- Irak - De VN-wapeninspecteurs verlaten Irak nadat duidelijk is geworden dat een oorlog niet meer vermeden kan worden.
- België - Gilbert Bossuyt (sp.a) volgt Steve Stevaert op als minister van vervoer en mobiliteit in de Vlaamse Regering.
- België - De top van de Antwerpse politie wordt ondervraagd wegens een vermoedelijk fraudeschandaal. Luc Lamine, de korpschef van de Antwerpse politie is preventief geschorst.

### 20 maart
- Irak - Begin van de Irakoorlog. Het zuiden van Irak en Bagdad worden gebombardeerd met vliegtuigen en kruisraketten; Irak zelf vuurt raketten af op Koeweit, gericht op de geallieerde troepen. 's Avonds trekken Amerikaanse en Britse troepen vanuit Koeweit Irak binnen. De havenstad Umm Kasr wordt ingenomen. Een onbekend aantal Iraakse soldaten geeft zich over.
- Roermond - Bij een botsing tussen twee treinen overlijdt een machinist. Zie: Treinongeval Roermond.

### 21 maart
- Irakoorlog
  - Turkse soldaten trekken Noord-Irak binnen. Als reden geven ze het indijken van de vluchtelingenstroom. Er wordt gevreesd dat dit tot een scheuring van Irak zou kunnen leiden.
  - De eerste twee Amerikaanse soldaten sneuvelen tijdens het gevecht. Er waren eerder al veertien slachtoffers aan Amerikaans/Britse zijde bij een derde helikopterongeval.
  - Zeven oliebronnen staan in brand.
  - Een televisietoespraak door Saddam Hoessein zou bewijzen dat hij nog leeft; misschien is deze toespraak opgenomen voor de start van de oorlog.
  - Zware bombardementen vinden plaats op diverse doelen in de stad Bagdad. De Britten en Amerikanen zeggen de buitenwijken van Basra bereikt te hebben.

### 22 maart
- Irakoorlog
  - Op veel plaatsen in de wereld demonstreren vele duizenden mensen tegen de Irakoorlog, ook in Nederland en België. In de VS en Engeland komen ook steeds meer mensen op straat, daar zijn het vooral hun leiders George W. Bush en Tony Blair die het moeten bekopen.
  - De troepen van de Amerikaans-Britse coalitie strijden met Iraakse troepen in en rond Basra. Een televisieploeg van de Britse zender ITN is hier vermist, een van hen was de Vlaamse cameraman Daniël Demoustier, hij kon echter ontkomen.
  - Turkije ontkent dat Turkse troepen het noorden van Irak zijn binnengevallen.

### 23 maart
- Irakoorlog
  - Een Brits Tornado gevechtsvliegtuig is nabij de grens met Koeweit bij vergissing neergehaald door een Amerikaanse Patriot-raket.
  - Volgens de Britse krant The Sunday Telegraph zou de inlichtingendienst de Britse eerste minister Tony Blair hebben ingelicht over de verwondingen die Saddam Hoessein zou hebben opgelopen tijdens de eerste gerichte aanval van 20 maart. Saddam zou ernstig gewond geraakt zijn, echter niet in levensgevaar.
  - Saddam was op televisie met een lange toespraak. Sommigen twijfelen eraan of de uitzending live was.
- Nederland - Bij een brand in een kerk in Haarlem komen drie brandweerlieden en een omstander om het leven.
- Slovenië - De bevolking van Slovenië spreekt zich in een dubbelreferendum met verrassend grote meerderheden uit voor toetreding tot de Europese Unie en de NAVO.

### 24 maart
- Nederland - In Den Haag is de verpleegster Lucia de B. door de rechtbank veroordeeld tot levenslange gevangenisstraf. Ze werd vervolgd voor de moord op dertien patiënten in verschillende ziekenhuizen in Den Haag, en moordpoging op vijf anderen patiënten. De rechtbank acht 4 moorden en 3 moordpogingen bewezen.

### 25 maart
- Servië - De vermoedelijke dader van de moord op 12 maart op de Servische premier Zoran Đinđić is aangehouden, dat meldde de nieuwe Servische premier Zoran Živković vandaag. De dader is een scherpschutter van de JSO, een gevechtseenheid van het ministerie van Binnenlandse Zaken.
- Irakoorlog
  - De Britten melden inname van de havenstad Umm Qasr.
  - Bush vraagt geld voor 30 dagen oorlog.
  - Iraakse gewonde burgers kunnen deel het gevolg zijn van neervallende granaatscherven van Iraakse luchtafweer.
  - De oprukkende troepen worden sterk gehinderd door een zandstorm.
- Verenigde Staten - De Senaat halveert de belastingdalingen die president Bush had voorgesteld.

### 26 maart
- Irakoorlog
  - Twee Amerikaanse kruisraketten zijn op een marktplein in Bagdad terechtgekomen. Dit heeft aan minstens veertien burgers het leven gekost.
  - Amerikaanse parachutisten nemen in Noord-Irak een vliegveld in.

### 27 maart
- Nederland - In Amsterdam is het strafproces tegen Volkert van der G. gestart, hij vermoordde op 6 mei 2002 Pim Fortuyn, lijsttrekker van de Lijst Pim Fortuyn.
- Irakoorlog - Amerika dropt 1000 militairen in het noorden van Irak om het vliegveld veilig te stellen.

### 28 maart
- Irakoorlog
  - Nog eens 130 000 Amerikaanse soldaten worden naar Irak gezonden.
  - Voor de tweede keer slaat een Amerikaanse bom in Bagdad op een marktplein, met 58 doden en tientallen gewonden.
- Turkije - Een vliegtuig van Turkish Airlines wordt gekaapt door een Turk, en gedwongen naar Athene te vliegen, met de bedoeling Duitsland te bereiken. De kaper geeft zich later over. Er zijn geen gewonden.

### 29 maart
- Irakoorlog
  - België - Agalev-Kamerlid Van Houtte stapt op, vanwege het wapentransport door België. Volgens hem is er een geheim akkoord met Amerika, dat ondanks officieel verzet, met wapenleveringen zal blijven doorgaan.
  - België - De stad Oostende verzet zich tegen wapentransport via haar luchthaven.
  - Amerika heeft problemen met wapentransport naar Irak via Syrië.
  - Bij Najaf worden vier Amerikaanse soldaten gedood in een zelfmoordaanslag.
  - Opiniepeilingen geven aan dat de meeste Amerikanen achter de oorlog staan; in Europa is er echter sprake van grootschalig verwerpen van de oorlog.
- Italië - De ontdekker van de nieuwe mysterieuze ziekte SARS (Severe Acute Respiratory Syndrome), de Italiaanse arts Urbani Carlos, is overleden aan deze ziekte. Wereldwijd is de ziekte reeds bij 1500 mensen vastgesteld, en zouden reeds meer dan 50 personen er aan overleden zijn.
- Het Nederlands voetbalelftal vervolgt de kwalificatiereeks voor het EK voetbal 2004 met een 1-1 gelijkspel tegen concurrent Tsjechië. Doelpuntenmakers in de Kuip zijn Ruud van Nistelrooy en Jan Koller.

### 31 maart
- Noord-Macedonië - De NAVO-troepen die de vrede moeten bewaren in wat toen nog Macedonië heette, zijn vervangen door troepen van de Europese Unie. Dit is de eerste militaire actie van de EU.

## Overleden
← · januari · februari · maart · april · mei · juni · juli · augustus · september · oktober · november · december ·  →